# Łączki Brzeskie
Łączki Brzeskie est une localité polonaise de la gmina de Przecław, située dans le powiat de Mielec en voïvodie des Basses-Carpates.